# Hanna Lundkvist
Hanna Ester Lundkvist, född 17 juli 2002, är en svensk fotbollsspelare som spelar för amerikanska San Diego Wave.

## Karriär
Lundkvist moderklubb är Djurö-Vindö IF. Hon spelade därefter för AIK. Lundkvist debuterade och gjorde ett i Elitettan den 2 juni 2018 i en 3–1-förlust mot Kvarnsvedens IK.
Inför säsongen 2019 gick Lundkvist och lagkamraten Felicia Saving till Hammarby IF. Under säsongerna 2019 och 2020 spelade hon samtliga 52 ligamatcher i Elitettan och hjälpte klubben att bli uppflyttad till Damallsvenskan. Inför säsongen 2021 förlängde Lundkvist sitt kontrakt med två år. Hon gjorde allsvensk debut den 18 april 2021 i en 1–0-förlust mot BK Häcken.
I december 2021 värvades Lundkvist av spanska Atlético Madrid. I februari 2024 värvades hon av amerikanska San Diego Wave.

## Privatliv
Hanna Lundkvist växte upp på Djurö, en ö i Stockholms skärgård.